# Clay Johnson
Clayton H. « Clay » Johnson, né le 18 juillet 1956 à Yazoo City, dans l'État du Mississippi, est un ancien joueur américain de basket-ball. Il évolue durant sa carrière au poste d'arrière.

## Palmarès
- Champion NBA 1982